# Trofeo Federale 1998
Il Trofeo Federale 1998 è stato la 13ª edizione di tale competizione, e si è concluso con la vittoria della Cosmos, al suo secondo titolo.

## Risultati
- Semifinali

A)  Tre Fiori -  Faetano 0 - 0 d.t.s. (3 - 2 rigori)
B)  Cosmos -  Folgore 3 - 2
- Finale:

C)   Cosmos -  Tre Fiori 1 - 0